# Landhockey vid olympiska sommarspelen 1908
Landhockey vid olympiska sommarspelen 1908 spelades 29-31 oktober 1908 på White City Stadium, London. Deltagare vara fyra brittiska landslag, Tyskland och Frankrike.

## Medaljfördelning
| Event               | Guld | Silver | Brons |
| Herrarnas turnering | Storbritannien England Louis Baillon Harry Freeman Eric Green Gerald Logan Alan Noble Edgar Page Reggie Pridmore Percy Rees John Yate Robinson Stanley Shoveller Harvey Wood | Storbritannien Irland Edward Allman-Smith Henry Brown Walter Campbell William Graham Richard Gregg Edward Holmes Robert Kennedy Henry Murphy Walter Peterson Charles Power Frank Robinson | Storbritannien Skottland Alexander Burt John Burt Alastair Denniston Charles Foulkes Hew Fraser James Harper-Orr Ivan Laing Hugh Neilson William Orchardson Norman Stevenson Hugh Walker       |
| Herrarnas turnering | Storbritannien England Louis Baillon Harry Freeman Eric Green Gerald Logan Alan Noble Edgar Page Reggie Pridmore Percy Rees John Yate Robinson Stanley Shoveller Harvey Wood | Storbritannien Irland Edward Allman-Smith Henry Brown Walter Campbell William Graham Richard Gregg Edward Holmes Robert Kennedy Henry Murphy Walter Peterson Charles Power Frank Robinson | Storbritannien Wales Frank Connah Llewellyn Evans Arthur Law Richard Lyne Wilfred Pallott Frederick Phillips Edward Richards Charles Shephard Bertrand Turnbull Philip Turnbull James Williams |

## Spelschema

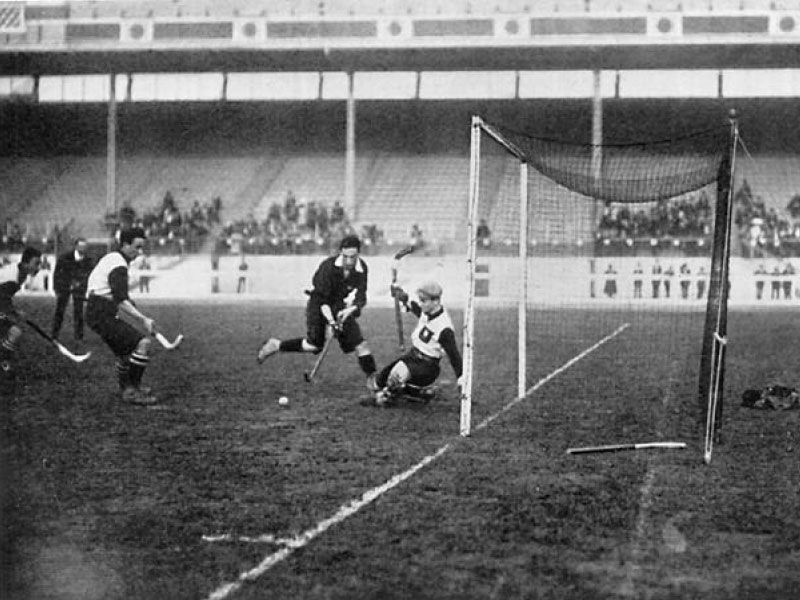
Skottland - Tyskland 1908

|  | Första omgången | Första omgången |            |   | Semifinaler | Semifinaler         |                     |  | Final | Final |
|  |                 |                 |            |   |             |                     |                     |  |       |       |
|  | 29 oktober      |                 |            |   |             |                     |                     |  |       |       |
|  |                 |                 |            |   |             |                     |                     |  |       |       |
|  | England         | 10              |            |   |             |                     |                     |  |       |       |
|  | England         | 10              | 30 oktober |   |             |                     |                     |  |       |       |
|  | Frankrike       | 1               |            |   |             |                     |                     |  |       |       |
|  | Frankrike       | 1               | England    | 6 |             |                     |                     |  |       |       |
|  | 29 oktober      |                 | England    | 6 |             |                     |                     |  |       |       |
|  |                 | Skottland       | 1          |   |             |                     |                     |  |       |       |
|  | Skottland       | Skottland       | 1          | 4 |             |                     |                     |  |       |       |
|  | Skottland       |                 | 31 oktober | 4 |             |                     |                     |  |       |       |
|  | Tyskland        | 0               |            |   |             |                     |                     |  |       |       |
|  | Tyskland        | 0               | England    | 8 |             |                     |                     |  |       |       |
|  |                 |                 | England    | 8 |             |                     |                     |  |       |       |
|  |                 | Irland          | 1          |   |             |                     |                     |  |       |       |
|  |                 | Irland          | 1          |   |             |                     |                     |  |       |       |
|  | 30 oktober      |                 |            |   |             |                     |                     |  |       |       |
|  |                 |                 |            |   |             |                     |                     |  |       |       |
|  | Irland          | 3               |            |   |             |                     |                     |  |       |       |
|  | Irland          | 3               |            |   |             |                     |                     |  |       |       |
|  |                 |                 | Wales      | 1 |             | Match om femteplats | Match om femteplats |  |       |       |
|  |                 |                 | Wales      | 1 |             | Match om femteplats | Match om femteplats |  |       |       |
|  |                 |                 | 30 oktober |   |             |                     |                     |  |       |       |
|  |                 |                 |            |   |             |                     |                     |  |       |       |
|  | Tyskland        | 1               |            |   |             |                     |                     |  |       |       |
|  | Tyskland        | 1               |            |   |             |                     |                     |  |       |       |
|  | Frankrike       | 0               |            |   |             |                     |                     |  |       |       |
|  | Frankrike       | 0               |            |   |             |                     |                     |  |       |       |

### Första omgången
|  | 29 oktober 1908 | England | 10 – 10 | Frankrike |  |  |
|  |                 |         |         |           |  |  |
|  |                 |         |         |           |  |  |
|  |                 |         |         |           |  |  |

|  | 29 oktober 1908 | Skottland | 4 – 0 | Tyskland |  |  |
|  |                 |           |       |          |  |  |
|  |                 |           |       |          |  |  |
|  |                 |           |       |          |  |  |

### Semifinaler
|  | 29 oktober 1908 | Skottland | 1 – 6 | England |  |  |
|  |                 |           |       |         |  |  |
|  |                 |           |       |         |  |  |
|  |                 |           |       |         |  |  |

|  | 29 oktober 1908 | Irland | 3 – 1 | Wales |  |  |
|  |                 |        |       |       |  |  |
|  |                 |        |       |       |  |  |
|  |                 |        |       |       |  |  |

### Match om femteplats
|  | 30 oktober 1908 | Tyskland | 1 – 0 | Frankrike |  |  |
|  |                 |          |       |           |  |  |
|  |                 |          |       |           |  |  |
|  |                 |          |       |           |  |  |

### Final
|  | 31 oktober 1908 | England | 8 – 1 | Irland |  |  |
|  |                 |         |       |        |  |  |
|  |                 |         |       |        |  |  |
|  |                 |         |       |        |  |  |

## Slutställning
| Rank | Land      | Idrottsmän |
| ---- | --------- | --- |
| 1    | England   | Louis Baillon, Harry Freeman, Eric Green, Gerald Logan, Alan Noble, Edgar Page, Reginald Pridmore, Percy Rees, John Robinson, Stanley Shoveller, Harvey Wood                            |
| 2    | Irland    | Edward Allman-Smith, Henry Brown, Walter Campbell, William Graham, Richard Gregg, Edward Holmes, Robert Kennedy, Henry Murphy, Walter Peterson, Charles Power, Frank Robinson           |
| 3    | Skottland | Alexander Burt, John Burt, Andrew Dennistoun, Charles Foulkes, Hew Fraser, John Harper-Orr, Ivan Laing, Hugh Neilson, William Orchardson, Norman Stevenson, Hugh Walker                 |
| 3    | Wales     | Frederick Connah, Llewellyn Evans, Arthur Law, Richard Lyne, Wilfred Pallott, Frederick Phillips, Edward Richards, Charles Shephard, Bertrand Turnbull, Philip Turnbull, James Williams |
| 5    | Tyskland  | Alfons Brehm, Elard Dauelsberg, Franz Diederichsen, Carl Ebert, Jules Fehr, Mauricio Galvao, Raulino Galvao, Fritz Möding, Friedrich Rahe, Albert Stüdemann, Friedrich Uhl              |
| 6    | Frankrike | R.P. Aublin, David Baidet, Raoul Benhoist, André Bonnal, Louis Gautier, Daniel Girard, Charles Pattin, Louis Poupon, Frédéric Roux, René Salarnier, Louis Saulnier                      |